# Лихачов Валерій Миколайович
Лихачов Валерій Миколайович (5 грудня 1947) — російський велогонщик.
Олімпійський чемпіон 1972 року в роздільній командній гонці.
Чемпіон світу з велоперегонів на шосе 1970 року в роздільній командній гонці.